# خفاش صغري كبير الأذن
الخفاش الصغير ذو الأذنين الكبيرة (بالإنجليزية: Micronycteris megalotis)‏ هو نوع من الخفافيش ضمن الخفاشيات وأسرة خفافيش الانف الورقي.
هي من أمريكا الجنوبية والوسطى وخاصة كولومبيا وفنزويلا وغيانا وجويانا الفرنسية والبرازيل وبيرو وإكوادور وبوليفيا والأرجنتين وباراغواي وسورينام وترينيداد .
على الرغم من أن عدد السكان الدقيق غير معروف، إلا أنه يعتبر منتشرًا في المناطق المحمية، على الرغم من أن تهديداته البسيطة قد تكون إزالة الغابات، ولكن مع ذلك مصنفة على أنها أقل أهمية.
توجد في غابات دائمة الخضرة متعددة الأنظمة وغابات جافة بالقرب من الجداول وتوجد أشجار مجوفة أو جذوع أو كهوف أو منازل بها مجموعات تصل إلى اثني عشر فرادا منها.
يقيس طول الرأس والجسم عند 43.8 مم للذكور و 44.6 للإناث والذكر عادة ما يزن حوالي 5 جم بينما تزن الإناث 5.7 جرام.

## الوصف
يعتبر خفاشًا صغيرًا في جنسه، على الرغم من أن حجمه يختلف قليلاً اعتمادًا على الموقع الجغرافي. لها آذان كبيرة مميزة لأنواعها. تملك أنف كبير بشكل عام ضعف عرضها. الرأس ممدود والعيون صغيرة وسوداء. له أجنحة قصيرة عريضة وقصيرة نسبيًا. الأجنحة متصلة بالقدمين، وهي طويلة ونحيلة. تسمح أجنحتها القصيرة والواسعة بتحرك أفضل في بيئتها.

## علم البيئة
ينتشر على نطاق واسع ويمكن العثور عليه في العديد من الموائل بما في ذلك المناطق الرطبة والجافة، والغابات دائمة الخضرة والمتساقطة والمستنقعات.
تنتشر هذه الخفافيش في جميع أنحاء أمريكا الجنوبية وأمريكا الوسطى والمكسيك. يستوطنون كهوفًا صغيرة، وشقوقًا من النتوءات الصخرية، ومساحات تحت الجسور والأنفاق والمباني والمنازل. في الارتفاعات المنخفضة، قد تجثم هذه الخفافيش في الأشجار المجوفة وجذوع الأشجار.
حاليا، لا توجد سجلات لأسباب الوفاة. من المفترض أن تدمير البيئة يجب أن يكون مصدر قلق كبير لهذه الخفافيش، حاليًا لا يوجد دليل على ذلك على الرغم من أنها مصنفة حاليًا على أنها غير مهددة.